# Carpano (Arsia)
Càrpano (in croato Krapan) è una frazione di 151 abitanti del comune di Arsia, nella Regione istriana.

## Storia
L'attività mineraria di questa zona inizia nel Seicento, all'epoca dominio veneto, quando nel 1626 fu rilasciata la prima concessione per lo scavo del carbone nella valle Carpano. Nel corso del Settecento venne registrata una continua produzione carbonifera: all'epoca una quarantina di minatori riuscivano a scavare circa 560 tonnellate di carbone all'anno. In seguito, la prorompente industrializzazione, con un massiccio uso della macchina a vapore, rese possibile uno sviluppo significativo delle miniere. All'epoca dell'amministrazione austriaca a cavallo tra l'Ottocento e il Novecento, la produzione annua fu portata a circa 90 000 tonnellate con l'impiego di circa 1 500 dipendenti. In quel periodo Carpano fiorì con la costruzione di tutta una serie di nuovi edifici a carattere economico e residenziale, tutti in funzione della miniera; ma le dure condizioni di lavoro ed i bassi salari erano stati all'origine di agitazioni operaie già nell'epoca del dominio austroungarico in questo territorio. Le prime datano infatti nel 1861, mentre il primo sciopero vero e proprio avvenne il 14 marzo 1883. Nel 1867 a Carpano fu fondata la Società di mutuo soccorso, la prima associazione dei minatori.
L'abitato si trova (a un centinaio di metri a nord-est del villaggio minerario di Arsia) sul torrente Carpano, che lo attraversa nella Valle omonima. Carpano, specialmente durante il regime austro-ungarico, fu un notevole centro minerario con diverse strutture dismesse come pozzi carboniferi e la stessa grande miniera di Carpano, costituito da abitazioni ed edifici (anche di un certo pregio architettonico) connesse all'attività estrattiva, collocati al lato del torrente. Nel 1905 vi fu costruita pure la chiesetta di Santa Barbara, protettrice dei minatori. Durante il regime fascista, nel periodo dal 1928 al 1934, furono eseguite numerose opere dalla Società Anonima Carbonifera Arsa per migliorare l'abitato e soprattutto per risanare la valle nel suo tratto superiore, dove il torrente Carpano è stato costretto in un alveo rivestito, in massima parte su nuovo tracciato, che ha richiesto notevoli opere d'imbrigliamento, verso il mare.

## Monumenti e luoghi d'interesse
- Chiesa di Santa Barbara: collocata nella parte centrale dell'abitato, è una chiesetta in stile romanico ma costruita in mattoni nel 1905, di pianta rettangolare con abside, si presenta con un piccolo campanile a vela.

## Società

### Evoluzione demografica
| Popolazione residente per anno | Popolazione residente per anno | Popolazione residente per anno | Popolazione residente per anno | Popolazione residente per anno | Popolazione residente per anno | Popolazione residente per anno | Popolazione residente per anno | Popolazione residente per anno | Popolazione residente per anno | Popolazione residente per anno | Popolazione residente per anno | Popolazione residente per anno | Popolazione residente per anno | Popolazione residente per anno | Popolazione residente per anno |      |
| ------------------------------ | ------------------------------ | ------------------------------ | ------------------------------ | ------------------------------ | ------------------------------ | ------------------------------ | ------------------------------ | ------------------------------ | ------------------------------ | ------------------------------ | ------------------------------ | ------------------------------ | ------------------------------ | ------------------------------ | ------------------------------ | ---- |
| 1857                           | 1869                           | 1880                           | 1890                           | 1900                           | 1910                           | 1921                           | 1931                           | 1936                           | 1948                           | 1953                           | 1961                           | 1971                           | 1981                           | 1991                           | 2001                           | 2011 |
| 0                              | 0                              | 175                            | 195                            | 147                            | 171                            | 0                              | 0                              | 183                            | 233                            | 283                            | 328                            | 222                            | 235                            | 231                            | 203                            | 151  |